# Forficula smyrnensis
Espèce
Forficula smyrnensis est une espèce de dermaptères de la famille des Forficulidae.

## Distribution

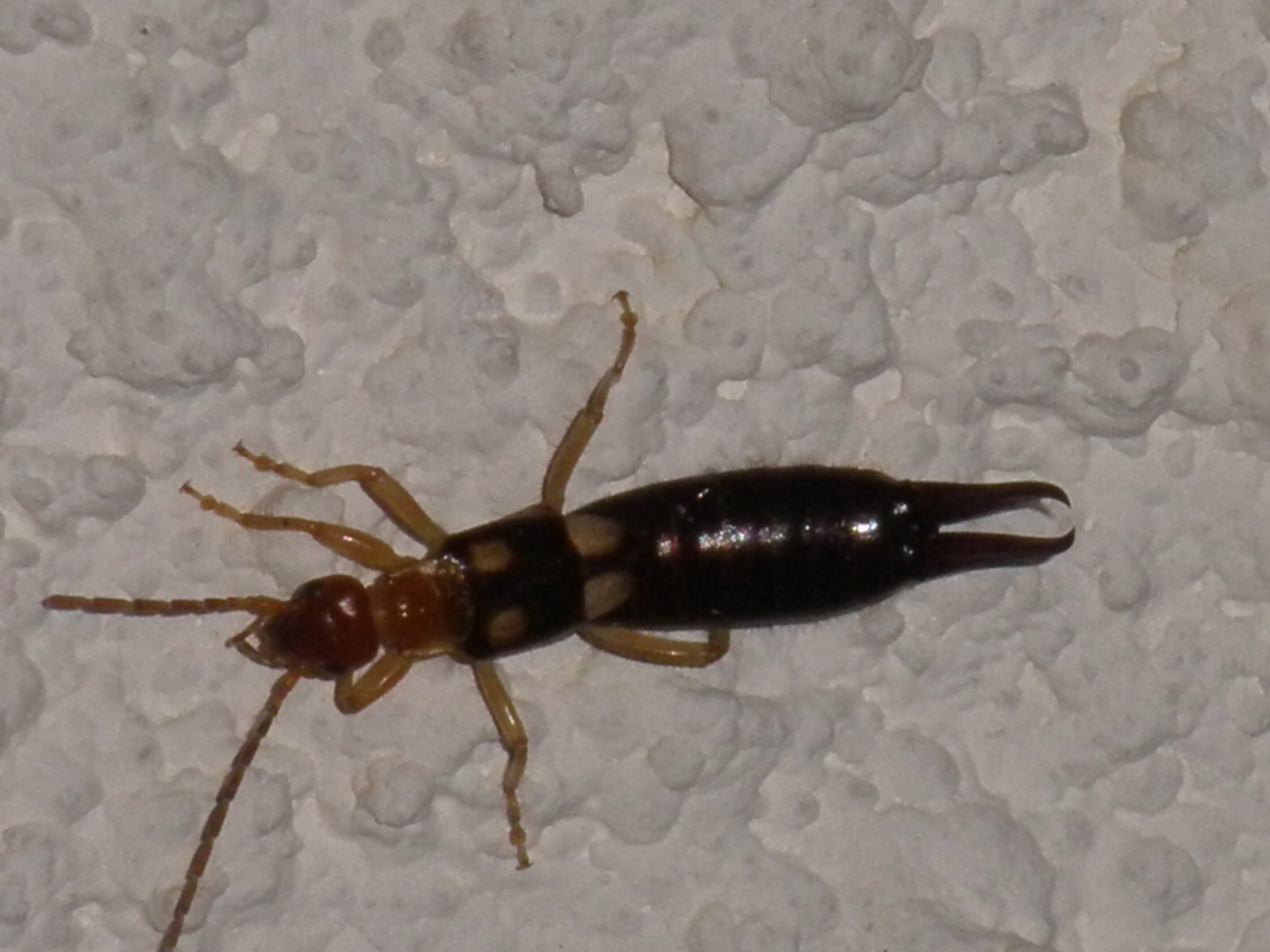
Un spécimen femelle à Alfei Menashe, en Israël.

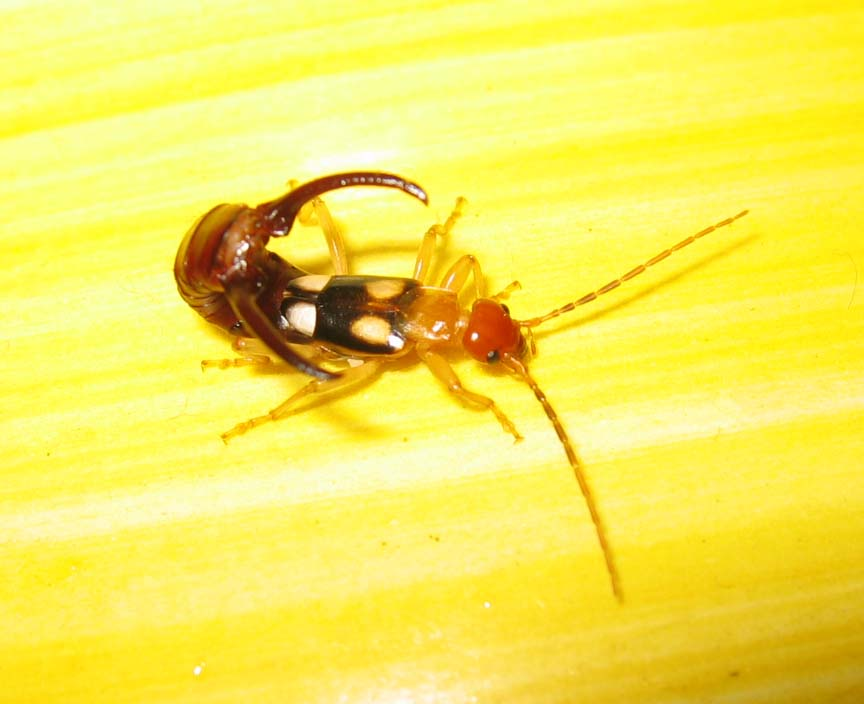
Un spécimen mâle en posture défensive.

Cette forficule possède une distribution est-méditerranéenne. Elle se rencontre de la Corse et des Balkans au Caucase, jusqu'en Israël,.

## Taxinomie
Cette espèce a été décrite pour la première fois en 1839 par l'entomologiste français Jean Guillaume Audinet-Serville (1775-1858).

### Protologue
- Jean Guillaume Audinet-Serville, « Histoire naturelle des insectes. Orthoptères », Librairie encyclopédie de Roret, Paris, Nicolas Roret,‎ 1839, p. 776 (lire en ligne, consulté le 24 mars 2014).